# کورخنگه
کورخنگه (به لهستانی:  Korhynie) یک روستا در لهستان است که در گمینا یارچوو واقع شده‌است.